# Loods 24
Loods 24 was een havenloods op het terrein van de Gemeentelijke Handelsinrichtingen tussen de Binnenhaven en de Spoorweghaven in Rotterdam. De loods was in gebruik voor de opslag van tabak. Tijdens de Tweede Wereldoorlog werd hij door de Duitse bezetter gebruikt als verzamelplaats voor de deportatie van Joden.
In Rotterdam woonden in 1941 nog 11.000 Joden. Voor de oorlog waren dit er 13.000. Tussen 30 juli 1942 en 22 april 1943 werden in 8 transporten 6.790 mensen via Loods 24 gedeporteerd. Het overgrote deel van de Joden die via Loods 24 werden afgevoerd, werd in Sobibór en Auschwitz-Birkenau vermoord. Uit onderzoek in 2000 is gebleken dat 144 personen de deportaties hebben overleefd.  

## Deportaties
Op 29 juli 1942 kregen 2.000 Joden een oproep voor de Arbeitseinsatz. Er meldden zich de volgende dag op 30 juli 1942 1100 mensen om zes uur bij Loods 24. In twintig personenwagons werden ze midden in de nacht getransporteerd naar Kamp Westerbork. Bij de tweede oproep voor zondag 2 augustus 1942 meldden zich 800 Joden, bij de derde oproep slechts 500. In september 1942 werden Joden, als zij zich niet zelf melden, door middel van razzia's opgehaald. 
Op 4 oktober werden vrouwen en kinderen van Joodse arbeiders die in de werkkampen zaten opgehaald. Enkele dagen later, op 8 oktober 1942 werden Joodse Rotterdammers vanaf 60 jaar naar Kamp Westerbork getransporteerd en van daar naar de vernietigingskampen gedeporteerd.
Op 26 februari 1943 werden het Joods weeshuis, het Joodse bejaardenhuis aan de Claes de Vrieslaan en het Joods ziekenhuis aan de Schietbaanlaan ontruimd: 269 wezen, zieken en bejaarden gingen op transport naar Westerbork.
Op 22 april 1943 moesten de laatste tientallen Joden in Zuid-Holland, waaronder de leden van de Joodse Raad bureau Rotterdam, zich in Vught melden. In de zomer van 1943 moesten de overgebleven Portugese Joden weg. In 1944 werden nog eens 254 arrestanten, voornamelijk ondergedoken Joden, aan de Duitsers overgedragen.

## Monumenten
In de jaren vijftig werd de loods afgebroken. Bij de ontwikkeling van de Kop van Zuid werd besloten om de voormalige plek van de loods zelf open te houden als plaats van herinnering. Een stukje van de toenmalige stenen omheining van de Gemeentelijke Handelsinrichtingen aan de Stieltjesstraat is behouden en is sinds 1992 een herinneringsmonument. In 1993 is door burgemeester Bram Peper een  plaquette onthuld.
Het plein kreeg de naam Plein Loods 24 en is ontworpen als een oplopend grasveld ter bezinning en rust met een stenen bank op de plek van de voormalige loods. In 1999 is een lichtmonument geplaatst bestaande uit vijf lichtmasten. Op 28 juli 2005 is op de muur van het oplopend grasveld een plaquette onthuld. 
In 2013 is bij de herinneringsmuur aan de Stieltjesstraat het Joods Kindermonument onthuld.

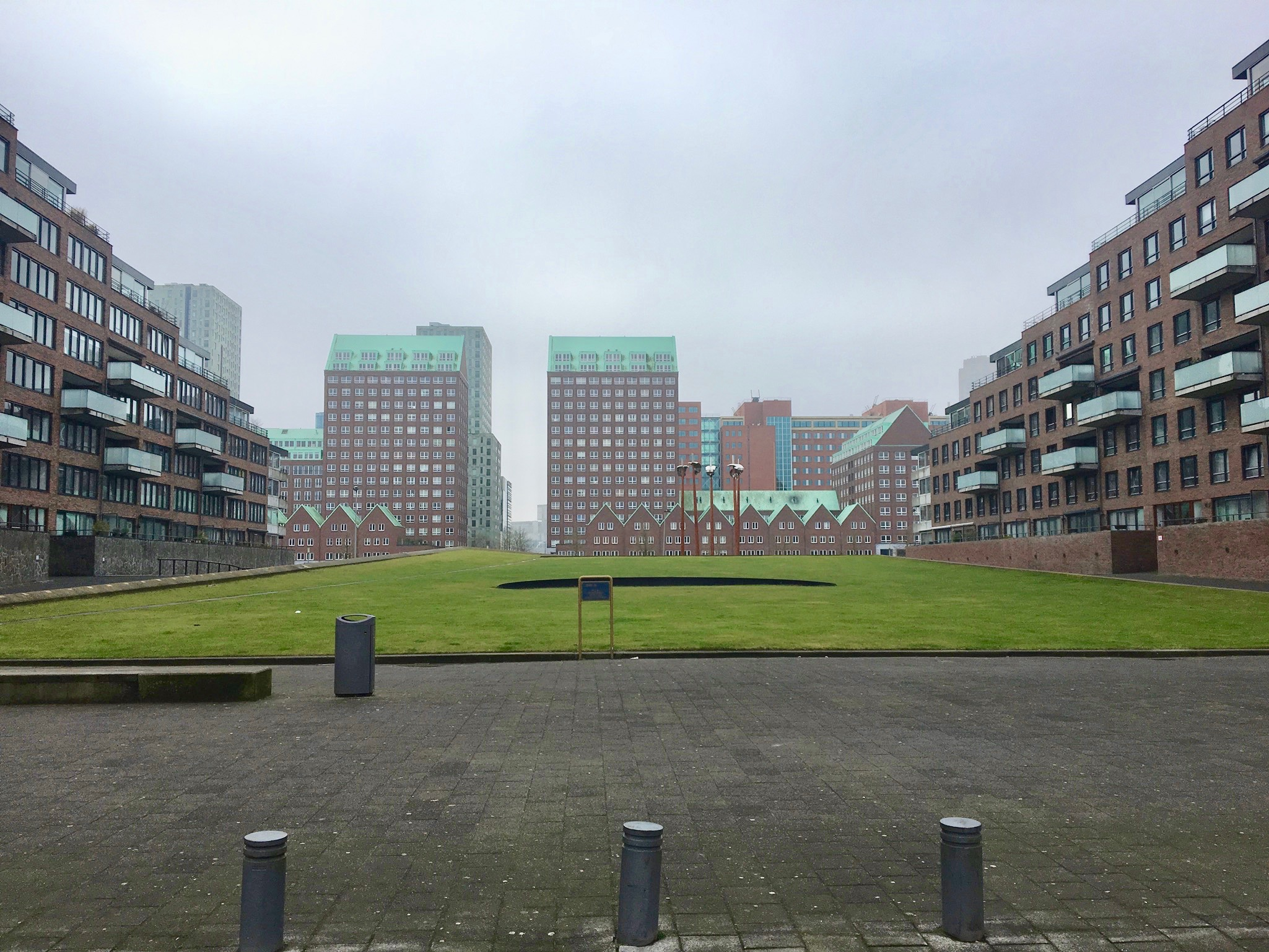
Plein Loods 24
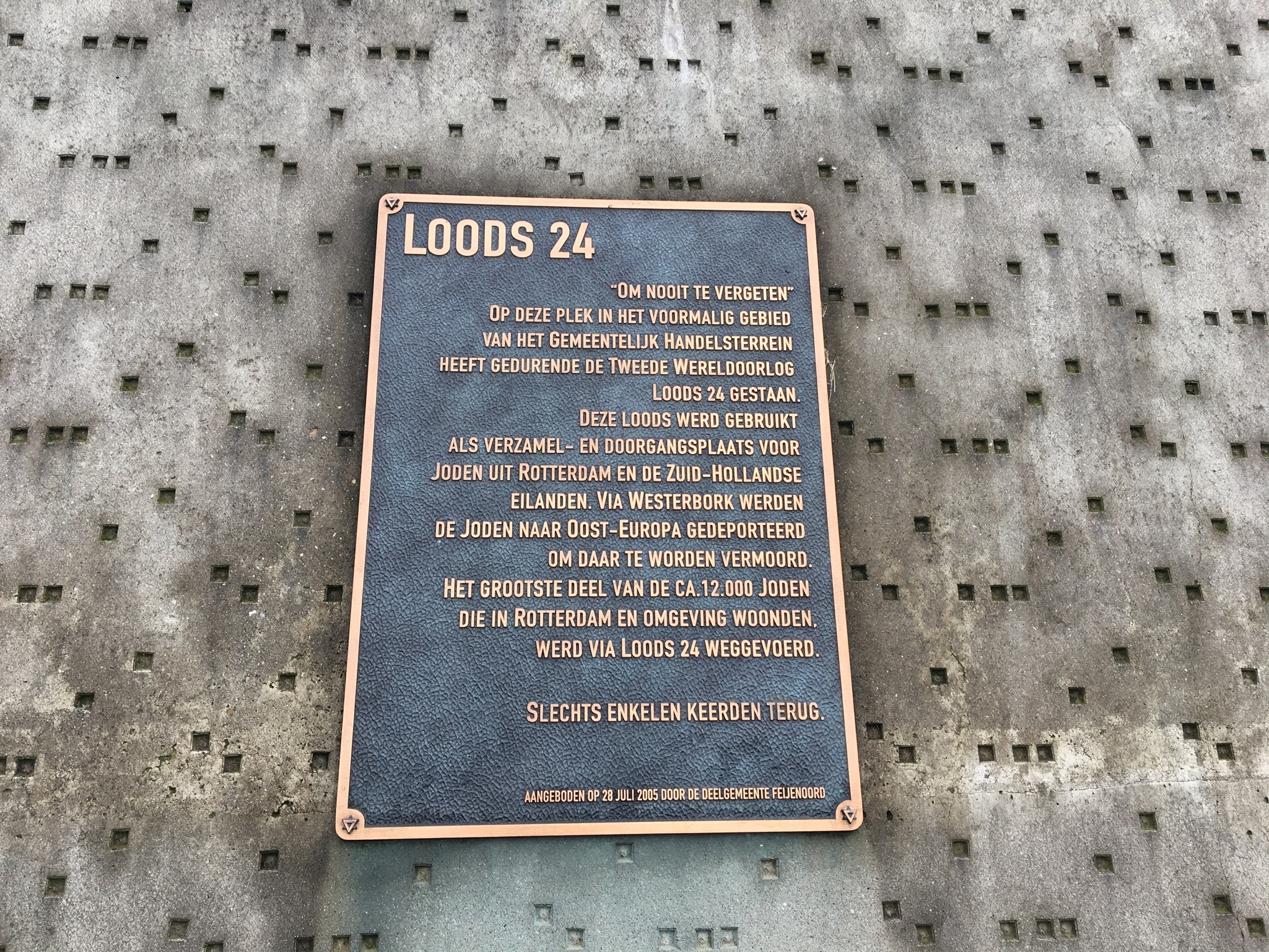
Plaquette op de gedenkmuur aan het plein
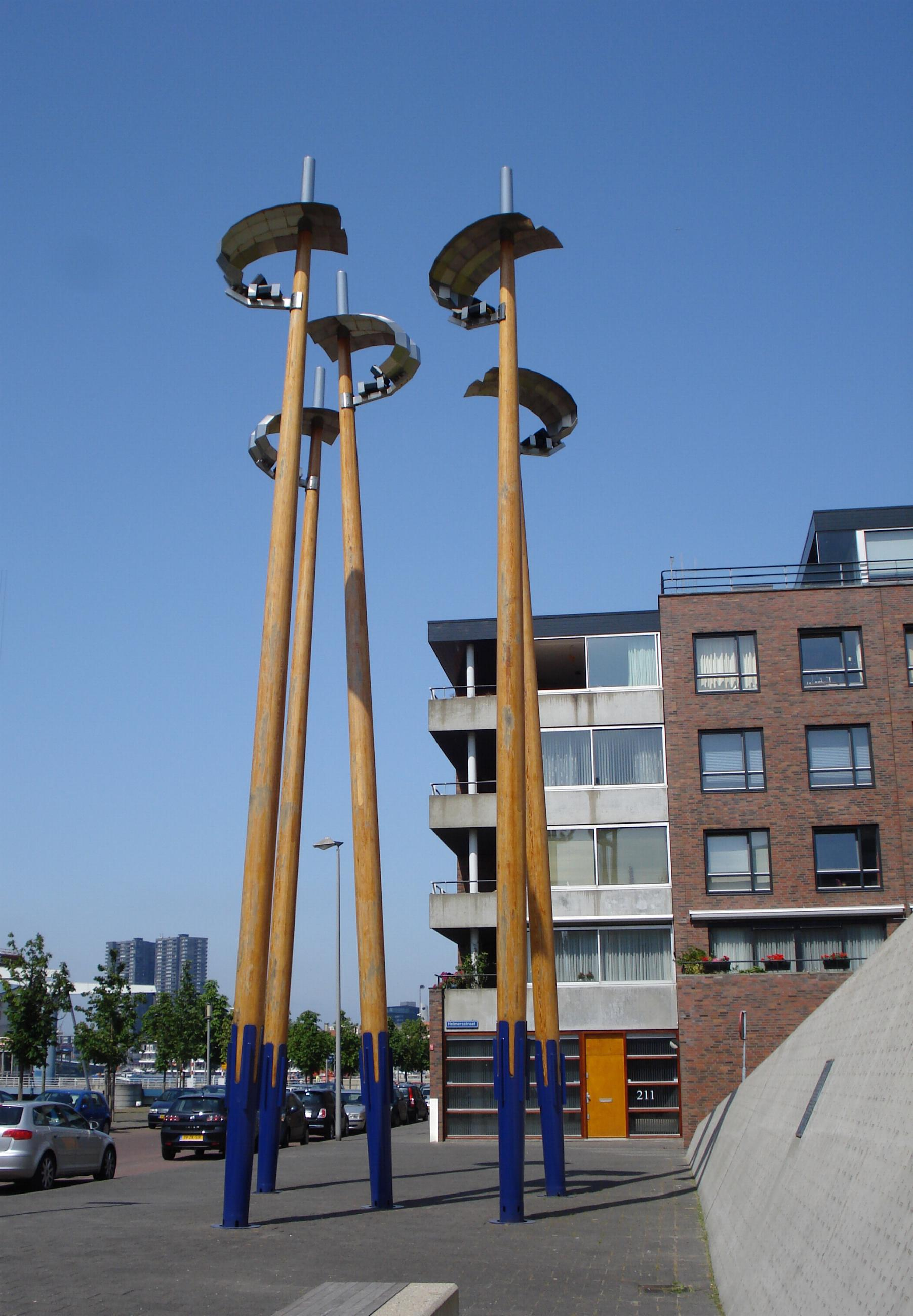
Lichtmonument Loods 24
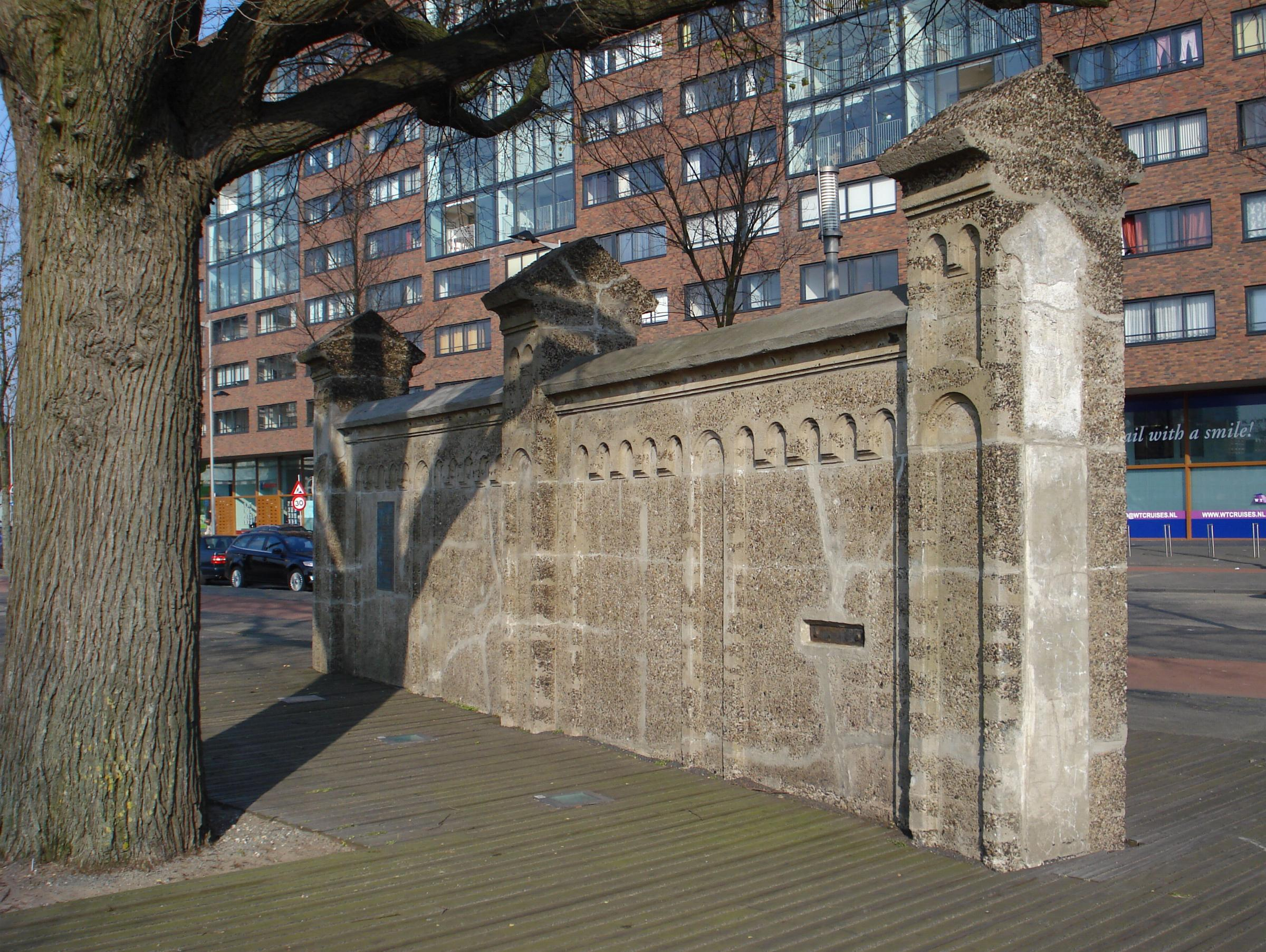
Restant van de oude omheining van de Gemeentelijke Handelsinrichtingen bij de kade
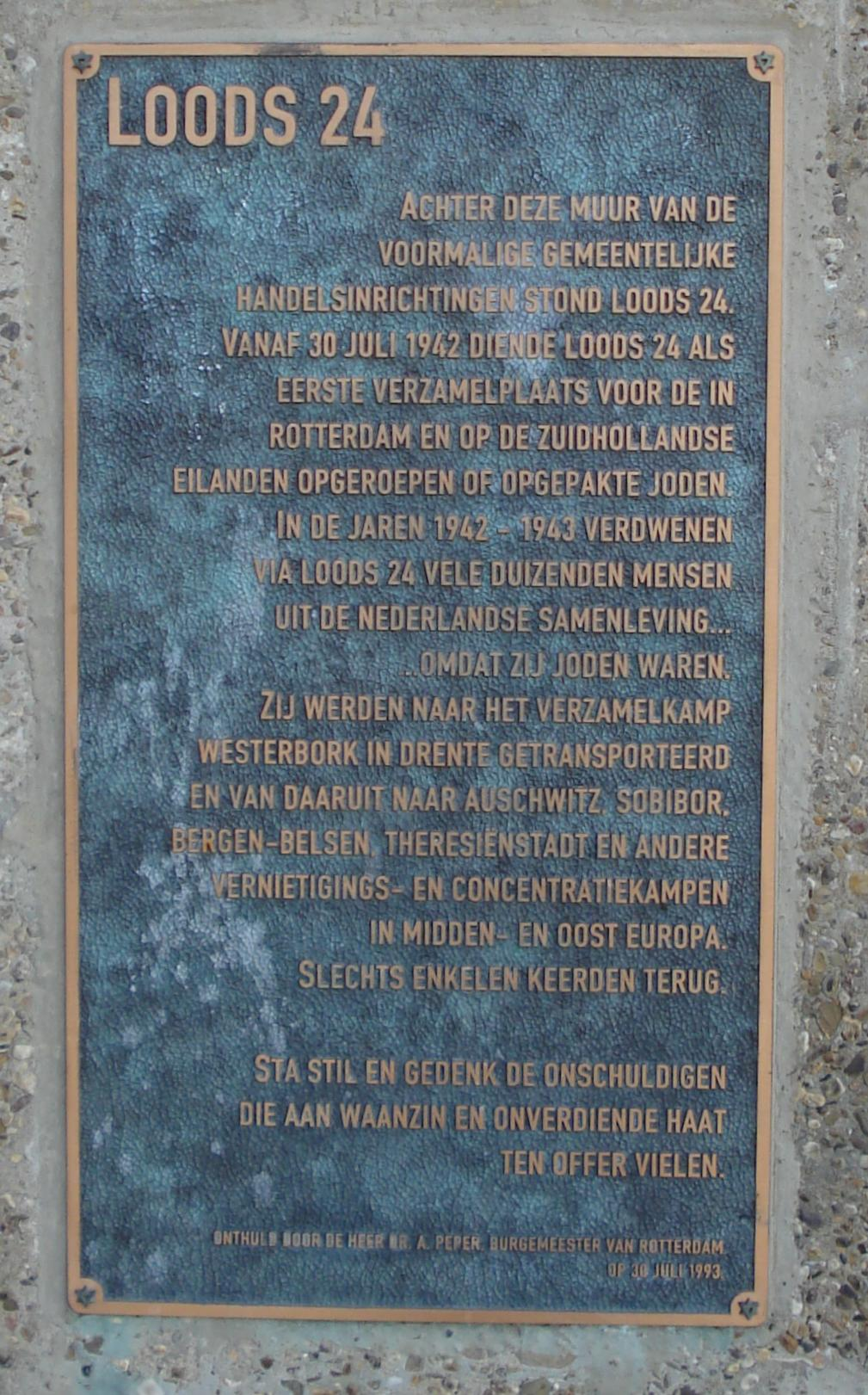
Plaquette op de omheining
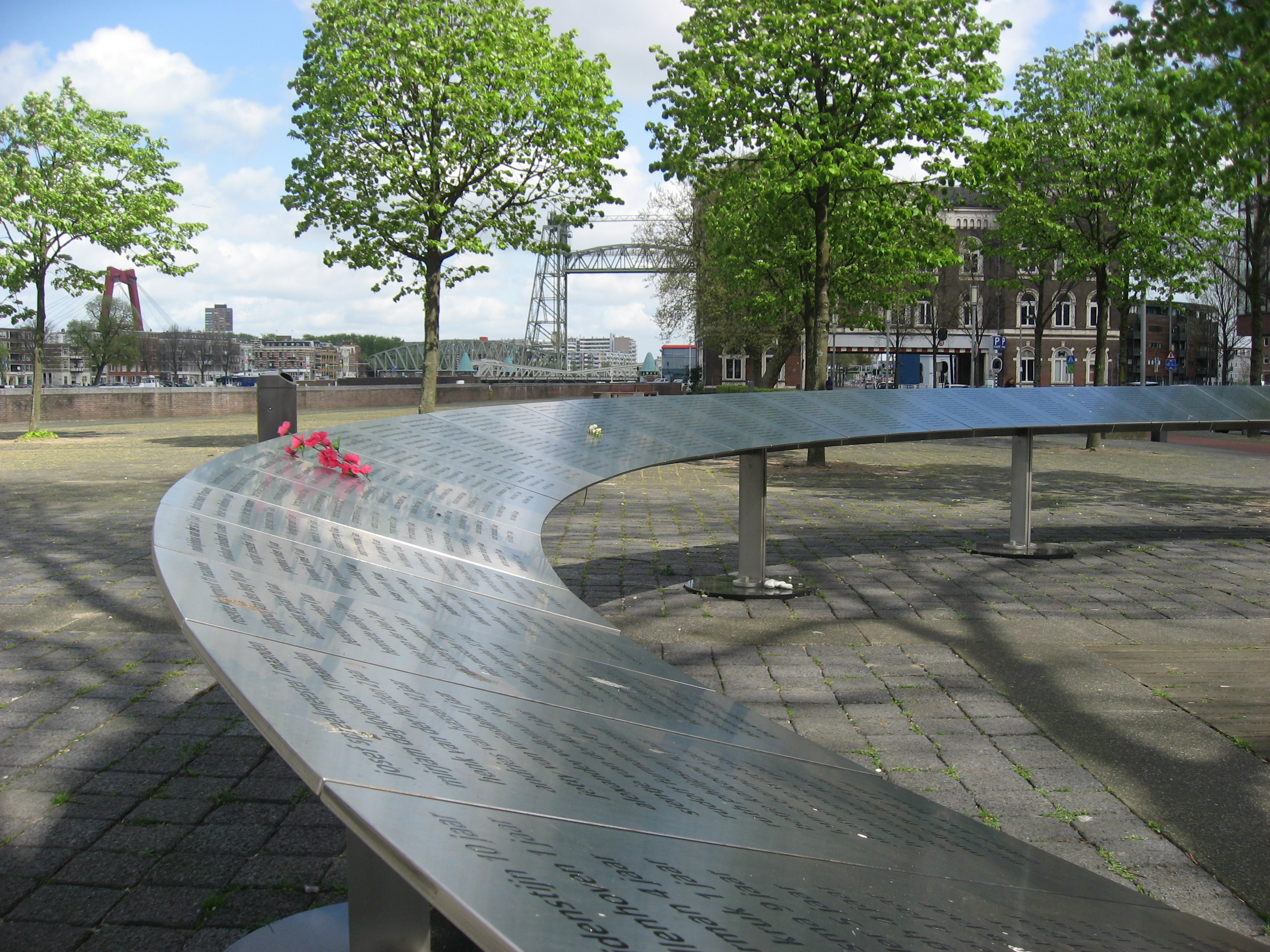
Joods Kindermonument bij de voormalige terreinmuur

De straten in de omgeving van Loods 24 werden ter herinnering aan de Rotterdamse Joodse gemeenschap hernoemd. De Louis Pregerkade is vernoemd naar een Joodse onderwijzer die door onder te duiken de oorlog heeft overleefd. De Eric Kropstraat is vernoemd naar Eric Krop, een verzetsstrijder die Joodse mensen heeft geholpen. De Helmersstraat is vernoemd naar de voormalige Helmersstraat bij de Kruiskade waar veel Joden woonden. Deze straat, vernoemd naar Jan Frederik Helmers is bij het bombardement van Rotterdam vernietigd. De Eva Cohen-Hartogkade is vernoemd naar Eva Cohen die actief was in de Joodsche Vrouwenraad en Theresienstadt overleefd heeft. De Levi Vorstkade is vernoemd naar Levi Vorst, overlevende van concentratiekamp Bergen Belsen, en na de oorlog rabbijn in Rotterdam.

## Herdenking
Jaarlijks wordt op 30 juli, de dag van het eerste transport, een herdenking gehouden voor alle slachtoffers van de deportaties in de Tweede Wereldoorlog.